# Dimitry Caloin
Dimitry Caloin (Limoges, 8 maggio 1990) è un ex calciatore malgascio, di ruolo centrocampista.

## Caratteristiche tecniche
È un mediano.

## Carriera

### Nazionale
Ha esordito con la nazionale malgascia il 9 giugno 2017 in occasione del match di qualificazione per la Coppa d'Africa 2019 vinto 3-1 contro il Sudan.

## Statistiche
Statistiche aggiornate al 19 settembre 2018.

### Cronologia presenze e reti in nazionale
| Cronologia completa delle presenze e delle reti in nazionale ― Madagascar | Cronologia completa delle presenze e delle reti in nazionale ― Madagascar | Cronologia completa delle presenze e delle reti in nazionale ― Madagascar | Cronologia completa delle presenze e delle reti in nazionale ― Madagascar | Cronologia completa delle presenze e delle reti in nazionale ― Madagascar | Cronologia completa delle presenze e delle reti in nazionale ― Madagascar | Cronologia completa delle presenze e delle reti in nazionale ― Madagascar | Cronologia completa delle presenze e delle reti in nazionale ― Madagascar |
| Data                                                                      | Città                                                                     | In casa                                                                   | Risultato                                                                 | Ospiti                                                                    | Competizione                                                              | Reti                                                                      | Note                                                                      |
| ------------------------------------------------------------------------- | ------------------------------------------------------------------------- | ------------------------------------------------------------------------- | ------------------------------------------------------------------------- | ------------------------------------------------------------------------- | ------------------------------------------------------------------------- | ------------------------------------------------------------------------- | ------------------------------------------------------------------------- |
| 9-6-2017                                                                  | al-Ubayyid                                                                | Sudan                                                                     | 1 – 3                                                                     | Madagascar                                                                | Qual. Coppa d'Africa 2019                                                 | -                                                                         |                                                                           |
| 4-10-2017                                                                 | Kampala                                                                   | Uganda                                                                    | 1 – 2                                                                     | Madagascar                                                                | Amichevole                                                                | -                                                                         |                                                                           |
| 21-3-2018                                                                 | Saint-Leu-la-Forêt                                                        | Togo                                                                      | 0 – 0                                                                     | Madagascar                                                                | Amichevole                                                                | -                                                                         | 72’                                                                       |
| 24-3-2018                                                                 | Franconville                                                              | Madagascar                                                                | 0 – 1                                                                     | Kosovo                                                                    | Amichevole                                                                | -                                                                         | 65’ 91’                                                                   |
| 9-9-2018                                                                  | Antananarivo                                                              | Madagascar                                                                | 2 – 2                                                                     | Senegal                                                                   | Qual. Coppa d'Africa 2019                                                 | -                                                                         | 93’                                                                       |
| Totale                                                                    |                                                                           | Presenze                                                                  | 5                                                                         |                                                                           | Reti                                                                      | 0                                                                         |                                                                           |